# Гарланд (Северна Каролина)
Гарланд (енгл. Garland) град је у америчкој савезној држави Северна Каролина.

## Демографија
По попису из 2010. године број становника је 625, што је 183 (-22,6%) становника мање него 2000. године.
| Група             | 2000.       | 2010.       |
| Белци             | 373 (46,2%) | 273 (43,7%) |
| Афроамериканци    | 273 (33,8%) | 257 (41,1%) |
| Азијати           | 0 (0,0%)    | 1 (0,2%)    |
| Хиспаноамериканци | 150 (18,6%) | 80 (12,8%)  |
| Укупно            | 808         | 625         |